# 延斯·厄林
延斯·厄林（瑞典語：Jens Öhling，1962年4月3日—），瑞典男子冰球运动员。他曾代表瑞典参加1984年和1988年冬季奥林匹克运动会冰球比赛，获得二枚铜牌。他也获得过1989年欧洲男子冰球锦标赛铜牌。